# Гертер, Вильгельм Густав Франц
Вильгельм Густав Франц Гертер (нем. Wilhelm Gustav Franz Herter), или Гильермо Густаво Франциско Хертер (исп. Guillermo Gustavo Francisco Herter; 1884—1958) — немецкий ботаник и миколог французского происхождения, длительное время изучавший флору Уругвая.

## Биография
Вильгельм Хертер родился 10 января 1884 года в городе Берлин.
Учился медицине во Фрайбурге, в Берлине, Париже и Монпелье. Затем учился в Институте Кайзера Вильгельма в Бромберге (сейчас — город Быдгощ в Польше). В 1907 году перешёл в уругвайский Университет Монтевидео. В 1908 году вернулся в Берлин, где получил степень доктора за работу, посвящённую плауновидным растениям. В 1909—1910 Хертер работал при Министерстве сельского хозяйства Уругвая в Монтевидео.
В 1911—1912 работал в Берлинском университете, с 1912 по 1913 был профессором Университета Порту-Алегри. В 1921 году Хертер основал микологическое общество Bund zur Förderung der Pilzkunde и начал издавать его журнал Der Pilz. С 1923 по 1939 Хертер жил в Уругвае. Он работал в Университете Монтевидео, затем в Ботанических садах и музее Монтевидео. В 1934 году он основал журнал Revista Sudamericana de Botánica. В 1940 году стал работать в Берлинском университете на математическом факультете. Затем Хертер стал директором департамента ботаники Ягеллонского университета в Кракове. В 1944 году после освобождения Польши от немецких захватчиков Вильгельм бежал из Кракова в Грайфсвальд. Затем стал профессором Карлова университета в Праге. В 1946 году Хертер снова уехал в Уругвай, однако в 1950 году вернулся в Европу. С 1951 по 1954 жил в Базеле, затем переехал в Гамбург. Вильгельм Густав Хертер скончался 17 апреля 1958 года в Гамбурге.

## Некоторые виды, названные в честь В. Хертера
- Begonia herteri Irmsch., 1953
- Carex herteri G.A.Wheeler, 1996
- Echinocactus herteri Werderm., 1936 [syn.  Parodia herteri (Werderm.) N.P.Taylor, 1987]
- Euphorbia herteri Arechav., 1911
- Gunnera herteri Osten, 1932
- Verbena herteri Moldenke, 1937 [syn.  Glandularia herteri (Moldenke) Tronc., 1975]